# River Cats de Sacramento
Les River Cats de Sacramento (en anglais : Sacramento River Cats) sont une équipe de ligue mineure de baseball basée à Sacramento (Californie). Affiliés depuis 2000 à la formation de MLB des Athletics d'Oakland, les River Cats jouent au niveau Triple-A en Pacific Coast League. Fondée en 1978 à Vancouver sous le nom des Canadians de Vancouver, la formation est transférée à Sacramento en 2000 et adopte son nom actuel. Elle évolue depuis 2000 au Raley Field (14 680 places).

## Histoire

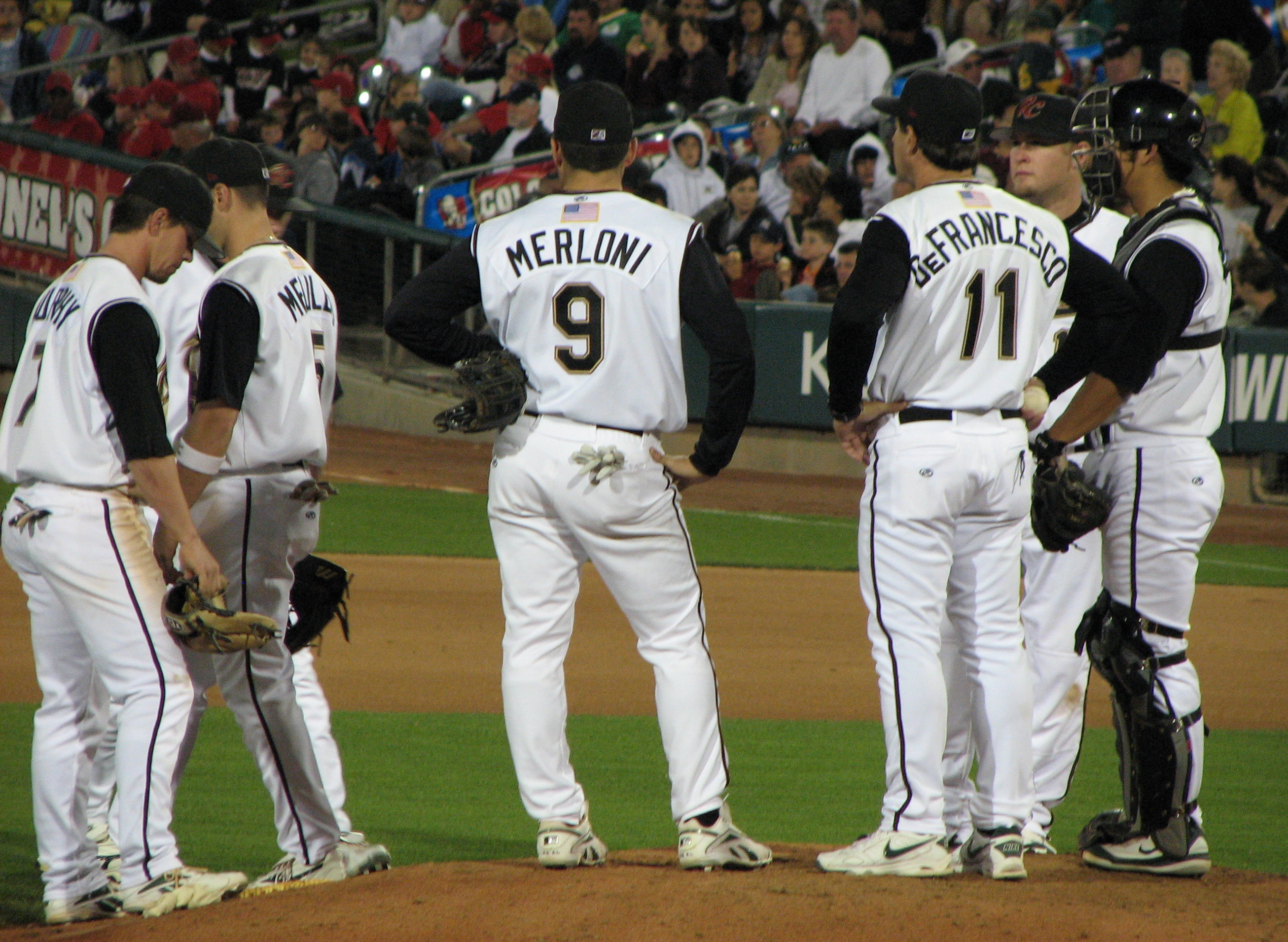

Le club fut fondé en 1978 à Vancouver sous le nom des Canadians de Vancouver (à ne pas confondre avec les Canadians de Vancouver créés en 2001 et qui jouent en Northwest League) et évolue au Nat Bailey Stadium. À Vancouver, les Canadians sont sacrés trois fois champion de la PCL : 1985, 1989 et 1999. En 1999, Vancouver remporte même les Triple A World Series face aux champions de l'International League. Le club des Canadians déménage à Sacramento à la fin de la saison 1999 et devient les River Cats de Sacramento.
Depuis leur transfert dans la capitale de la Californie, les River Cats ont remporté deux titres de la PCL en 2003 puis en 2004. Les affluences enregistrées au Raley Field sont les meilleures de tous les clubs des ligues mineures depuis le déménagement à Sacramento.

## Palmarès
- Champion de la Pacific Coast League (AAA) : 2003, 2004, 2007, 2008, 2019 (Sacramento)
- Finaliste de la Pacific Coast League (AAA) : 2009 (Sacramento)
- Vainqueur des Triple A World Series (AAA) : 1999 (Vancouver)
- Champion de la Pacific Coast League (AAA) : 1985, 1989, 1999 (Vancouver)
- Finaliste de la Pacific Coast League (AAA) : 1986, 1994 (Vancouver)

## Galerie

Logo de 2000 à 2006
Logo depuis 2007